# Edita Bellušová
Edita Bellušová (* 5. listopadu 1940) byla slovenská a československá politička, po sametové revoluci poslankyně Sněmovny národů Federálního shromáždění za VPN, později za HZDS.

## Biografie
Ve volbách roku 1990 byla zvolena za VPN do slovenské části Sněmovny národů (volební obvod Východoslovenský kraj). Poté, co VPN prošlo rozkladem, přešla do poslaneckého klubu jedné z nástupnických formací HZDS. Mandát za HZDS obhájila ve volbách roku 1992. Ve Federálním shromáždění setrvala do zániku Československa v prosinci 1992. V roce 1992 se účastnila parlamentních debat o nové zákonné úpravě profese notářů. Společně s kluby SNS a SDĽ ohlásila neúčast na jednání, čímž učinila slovenskou část Sněmovny národů neschopnou usnášení.